# Rhododendron viscidifolium
Rhododendron viscidifolium là một loài thực vật có hoa trong họ Thạch nam. Loài này được Davidian miêu tả khoa học đầu tiên năm 1966.